# Diskoteksbranden i Göteborg

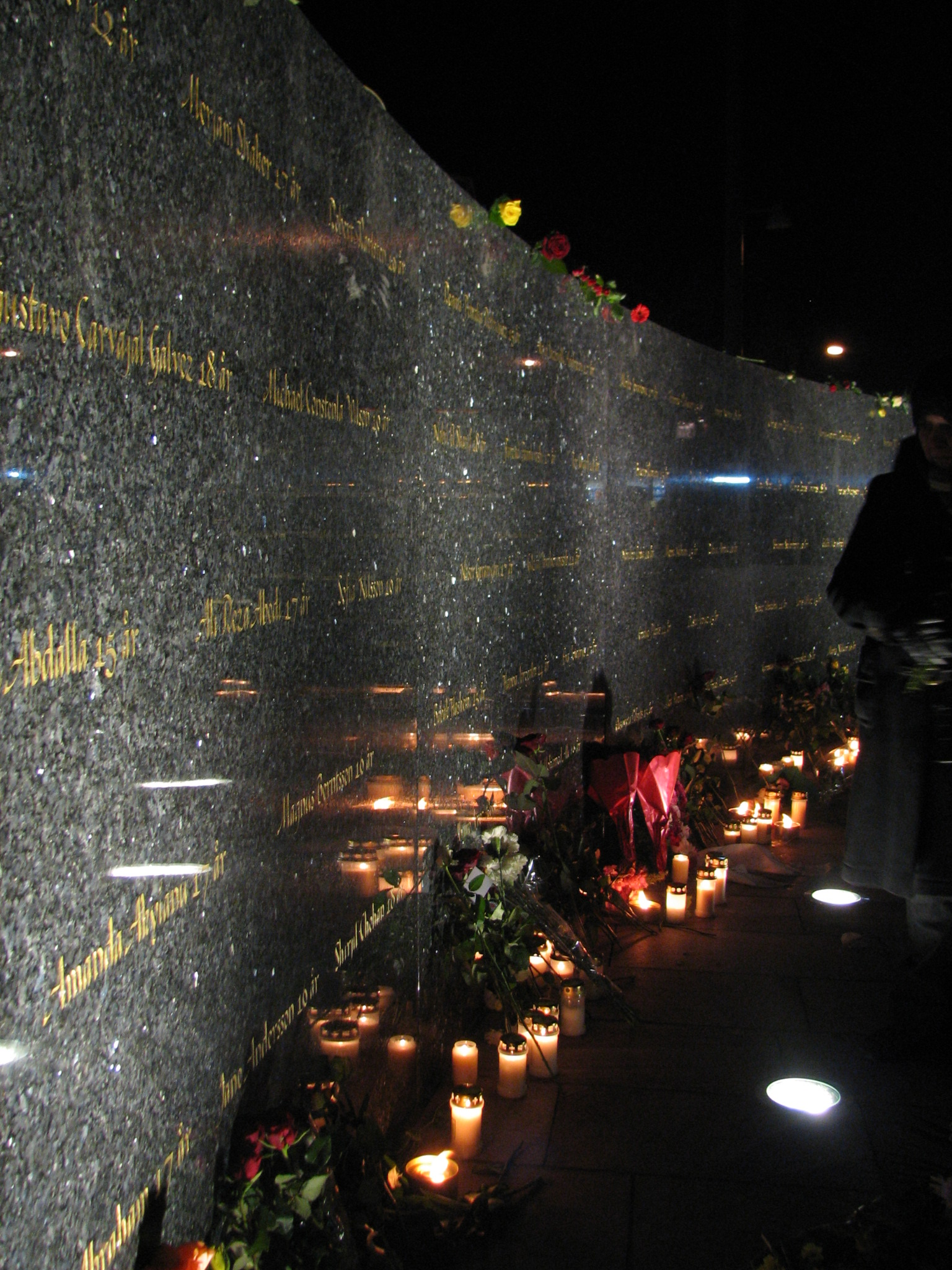
Claes Hakes monument på 10-årsdagen efter branden.

Diskoteksbranden i Göteborg, även kallad Backabranden, var en brand som inträffade natten mellan torsdagen den 29 och fredagen den 30 oktober 1998. 63 personer omkom och 214 skadades. Branden uppstod i en lokal vid Backaplan på Hisingen i Göteborg, där ett diskotek hade arrangerats. Cirka 398 ungdomar i åldern 12–25 år befann sig i lokalen, som var godkänd för 150 personer enligt gällande regelverk. Fyra ungdomar fälldes i tingsrätten år 2000 för att ha anlagt branden. Som anledning till att de hade gjort det uppgav de att en av dem hade nekats gratis inträde till festen och därför ville hämnas.
Branden anlades i möbler som belamrade festlokalens nödutrymningsväg. Klockan 23.42, ungefär 10–20 minuter efter att branden anlagts, kom det första larmet in. Drygt sju minuter senare var den första styrkan från räddningstjänsten framme på brandplatsen. Styrkan inledde livräddande åtgärder och ett 60-tal personer kunde räddas från byggnaden. Ett tiotal ambulanser gick i skytteltrafik mellan brandplatsen och närliggande sjukhus, medan bussar och bilar stod för transporten av lindrigt skadade. Några minuter efter klockan två på natten förklarades branden vara släckt. Kort efter detta transporterades de sista skadade från olycksplatsen. Polisens utredningsarbete inleddes klockan tre samma natt och skulle senare beskrivas som den svenska polisens största brottsofferinsats genom tiderna. Nästan 2 000 förhör genomfördes och som mest arbetade mer än 100 poliser med ärendet.
På morgonen den 30 oktober förklarades Göteborg som en stad i sorg. På kvällen hölls en minnesgudstjänst i Göteborgs domkyrka där statsminister Göran Persson närvarade. Drygt 100 krisjourer upprättades de kommande två dygnen; ett arbete som fortsatte i varierande omfattning under de närmaste två åren. Brandlokalen stod i stort sett orörd fram till år 2000. Den invigdes som minneslokal på tredje årsdagen av branden efter att ha genomgått en renovering. Föreningen Brandoffrens anhöriga, som bildades efter branden, utbildar i lokalen ungdomar om de konsekvenser en brand kan få. Efter branden har flera minnesceremonier anordnats och på tioårsdagen avtäcktes ett minnesmärke utformat av Claes Hake.

## Bakgrund

### Byggnaden

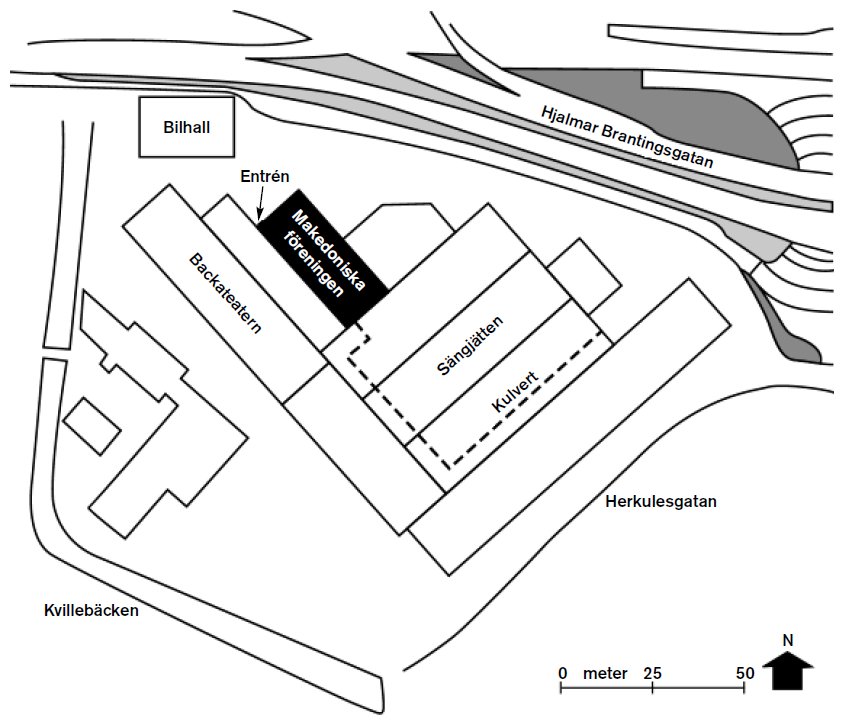
Översiktsbild där Makedoniska föreningens lokaler på Backaplan, där diskoteksbranden ägde rum, är markerad.

Byggnaden som inrymmer lokalen ligger på Herkulesgatan 1 och härstammar från 1940-talet och ingick då i ett industriområde. Bygglov beviljades i april 1940 för en tvåvåningsbyggnad med mellanplan, som blev uppförd i murtegel. Det beviljades bygglov för en tillbyggnad i juni 1950 och den övre delen av denna kom att tjäna som biljardrum och toalettanläggning till festlokalen. Efter att industriverksamheten lagts ned har det skett flera till- och ombyggnationer, med början på 1980-talet. I januari 1990 beviljades bygglov för en ombyggnation av lokalen till föreningslokal och denna ombyggnation skedde samma år. För utrymningsvägarna stod två dörrar som vette mot var sitt trapphus. Den fria dörröppningsbredden för båda dörrarna var 0,835 meter, och trappornas bredd var cirka 1,4 meter. Ett av trapphusen betecknades som nödutrymningsväg och det andra som huvudentré; båda var skyltade med nödutrymningsskyltar. Enligt gällande regler då bygglov söktes var det största tillåtna antalet personer i den lokal som senare brann 150; detta på grund av storleken på dörrarnas fria öppningsbredder. Hade båda dörrarna haft en fri öppningsbredd på minst 1,2 meter vardera skulle 360 personer ha fått vistas i lokalen. Detta antal dokumenterades dock inte i samband med bygglovsprövningen och byggsamrådet. Lokalen uppfyllde till stor del de brandsäkerhetskrav som gällde då bygglovet beviljades, förutsatt att det inte vistades fler än 150 personer i den. Vid den enligt räddningstjänstlagen regelbundna brandtillsyn som utfördes 1995 och i april 1997 förekom mindre anmärkningar. De problem som påpekades åtgärdades direkt vid båda tillfällena.

### Arrangemanget
Lokalen, som tillhörde Makedoniska föreningen, hyrdes någon vecka före branden av ungdomar i Göteborg som uppgav att de ville anordna en privat födelsedagsfest. I själva verket var det en diskoteksfest som anordnades den 29 oktober 1998 i samband med allhelgonahelgen. Arrangörerna träffades vid 18-tiden för att ställa lokalen i ordning för festen. För att öka den fria ytan flyttades ett antal stolar och bord ut till lokalens nödutrymningstrappa. Detta gjordes i sådan omfattning att trapphuset blockerades. Strax innanför lokalens huvudingång placerades ett bord där inträdesavgiften betalades. Detta inskränkte bredden på passagen in till lokalen så att den blev endast cirka 60 cm, trots att dörröppningen i sig var 84 cm. På stan och i skolor spreds lappar om festen. Entréavgiften var 40 kronor. De första besökarna anlände strax före klockan 21 och insläppet skedde också runt denna tidpunkt. Antalet personer på festen växte stadigt under kvällen, från cirka 50 klockan 21.30 till cirka 150 personer klockan 22.15. Vid 23-tiden hade det blivit mycket trångt inne i lokalen. Av polisens förhörsprotokoll framgår att 398 personer var på festen när branden utbröt. Av dessa befann sig minst 372 inne i själva danslokalen.

## Händelseförlopp
Ungefär klockan 23.25 anlades en brand i den hög av stolar som hade placerats i trapphuset. Branden anlades troligtvis med hjälp av sönderrivet papper eller med hjälp av brandfarlig vätska. De första tecknen på att det brann kom cirka 23.25–23.30, då några personer på festen upplevde obehaglig och irriterande rök och lukt. Lukten och röken avfärdades av många som ofarlig eftersom de trodde att de hade med tårgas eller rökmaskinen att göra. Ungefär klockan 23.35 upptäckte en av discjockeyerna på festen att det brann i nödutgången, och de båda discjockeyerna varnade för faran och uppmanade festdeltagarna att lugnt ta sig ut ur lokalen. Vid denna tidpunkt stängdes musiken av och många av festdeltagarna var också på väg ut ur lokalen. Efter varningen gick ändå någon från publiken upp på scenen och började rappa. Detta fick vissa som var på väg mot utgången att vända tillbaka. Mer än hälften av festdeltagarna tog inte varningen på allvar och blev kvar i lokalen ända tills andra tecken på fara visade sig. För vissa som inte befann sig i närheten av scenen kom det första tecknet på fara först då folk rusade mot utgången och rökutvecklingen inne i lokalen redan var omfattande.
Några få personer lämnade lokalen i ett tidigt skede och de hade inga större problem frånsett trängseln när de tog sig ut. Flera personer menade dock att vakterna vid entrédörren i början av utrymningen hindrade festdeltagarna att komma ut, eftersom de  samtidigt ville släppa in fler personer. Flera som tog sig ut i ett senare skede beskrev läget som trångt och att trycket bakifrån gjorde att vissa personer trycktes ned på golvet, klämdes fast och hamnade i högar. Från och med klockan 23.40 och framåt förblev dörren mellan nödutgången och danslokalen öppen. Rök och flammor slog ut genom dörren och branden spred sig även till danslokalen och eventuellt andra delar av byggnaden. För att underlätta utrymningen flyttades biljettbordet, så att den fria passagen ökade – i bästa fall till 1,2 meter. Efter det att cirka 150 personer hunnit utrymma lokalen kom bordet vid dörren att hamna framför dörren och därmed blockera utrymningsvägen, vilket fick till följd att det blev stopp och att cirka 20 personer trycktes samman i en hög vid dörren. Några av de personer som befann sig utanför dörren försökte dra dem innanför ut ur den hög som hela tiden växte genom att alltfler människor fyllde på bakifrån. Denna flaskhals löstes upp först någon gång mellan klockan 00.00 och 00.15, efter att brandmännen hade anlänt.
Andra personer på diskoteket krossade fönster för att på detta sätt kunna ta sig ut. Underkanten på fönstren låg cirka 2,2 meter över golvet, och ett hopp från fönstren ned till marken inunder innebar ett fall på 5–6 meter. För att nå fönstren klättrade festdeltagarna upp på möbler och även på andra människor. Av överlevarna var det minst 229 som tog sig ut genom entrédörren, medan minst 37 lämnade lokalen genom ett fönster. Drygt 165 personer kunde själva ta sig ut ur lokalen och minst 122 personer drogs ut av någon annan.

### Räddningsinsatsen

#### Räddningstjänsten och larmet slås
Det första nödsamtalet inkom till SOS Alarm klockan 23.42.02 och kopplades över till räddningstjänstens alarmcentral Brand-AC cirka 20 sekunder senare. De båda larmoperatörerna hade svårt att uppfatta gatuadressen på grund av allt oväsen i lokalen och de många skrikande människorna. Under de kommande tre minuterna inkom ytterligare 14 nödsamtal. Klockan 23.45.40 larmades en räddningsstyrka från Lundby ut. Det var den styrka som fanns närmast brandplatsen. Styrkan bestod av två bilar där även en rökdykargrupp ingick, och den körde till platsen i tron att det endast handlade om att undersöka situationen. Innan Lundbystyrkan hunnit fram märkte man röken från branden och därför begärde brandmästaren klockan 23.49.20, tjugo sekunder innan man kom fram, att ytterligare en station skulle larmas ut. När Lundbystyrkan anlände var det fortfarande cirka 100 personer kvar i lokalen och livräddningsarbetet påbörjades direkt. Rökdykarna kunde inte ta sig in i själva danslokalen förrän proppen av människor vid ingångsdörren hade lösts upp. Lundbystyrkan reste en utskjutsstege och en maskinstege mot fönstren så att några av festdeltagarna kunde ta sig ut för egen maskin medan andra kunde räddas av brandmännen.
Enligt då gällande bestämmelser i Göteborg–Mölndal–Kungsbacka skulle, vid brand i samlingslokal, två stora stationer tillsammans med extra höjdfordon och två ambulanser omedelbart larmas ut. Så skedde dock inte, eftersom operatören på räddningstjänstens egna alarmcentral inte insåg att det brann i en samlingslokal. Den informationen lämnades inte under nödsamtalet. Då den första styrkan från Gårda anlände klockan 23.57 hade också den resterande Gårdastyrkan larmats ut, och en vakthavande brandingenjör och en ledningsoperatör hade på eget initiativ ryckt ut. Vid denna tidpunkt hade branden spridit sig till även Backa teater och klockan 23.57 inkom det automatiska brandalarmet därifrån. Klockan 00.02 beordrade Gårdastyrkans brandmästare: "Ta hit så mycket ni kan". Trots detta larmades inga ytterligare resurser ut förrän klockan 00.13. Mellan klockan 00.13 och 01.09 larmades styrkor ut från ytterligare fyra brandstationer och dessa anlände i olika omgångar mellan klockan 00.22 och 01.26.
Livräddningsinsatsen pågick till cirka klockan 00.30, varefter man konstaterade att inga fler liv gick att rädda inne i lokalen. Under livräddningsskedet lyckades 15 brandmän (varav 11 rökdykare) få ut mellan 60 och 70 personer från lokalerna. Efter att livräddningsarbetet hade avslutats påbörjades släckningsarbetet. När personal från Backa teater kom till nödutrymningstrappan cirka klockan 00.40 brann det fortfarande för fullt i trappan och de insåg att de inte hade någon möjlighet att släcka den branden. Först klockan 02.02 rapporterades alla brandhärdar vara släckta, och därefter övertog polisen huvudansvaret för brandplatsen. Sammanlagt under de båda insatserna arbetade 50 brandmän.

#### Polisen och sjukvården
Larmet inkom till länskommunikationscentralen på Göteborgs polishus klockan 23.47 och vidarebefordrades till polisbilar i Göteborg. Den första patrullen kom till platsen klockan 23.49, kort innan räddningstjänsten anlände, och rapporterade att ungdomar föll eller hoppade ut genom fönstren. Klockan 23.50 larmades fyra dubbelpatruller till platsen, och inom tio minuter hade sammanlagt tolv patruller anlänt. En av polisens första åtgärder var att spärra av området och att tillsammans med räddningstjänsten ta upp ett hål i ett staket mot en närliggande väg. Båda åtgärderna utfördes runt midnatt. Den första åtgärden var nödvändig eftersom det strömmade dit anhöriga och även nyfikna personer som råkade befinna sig i området; något som försvårade räddningstjänstens och sjukvårdspersonalens arbete. Först efter klockan 00.45, då många människor hade transporterats från platsen, kunde de obehöriga personerna motas bort från området. Hålet i staketet togs upp för att öka framkomligheten för ambulanserna, vilka annars hade behövt köra in till platsen via smågator. Polisen tog också hand om skadade personer och upprättade samlingsplatser.
Den första ambulansen larmades till brandplatsen klockan 23.47 och en OLA-ambulans larmades dit en minut senare. De anlände klockan 23.50 respektive 23.53 och blev därmed de två första ambulanserna på plats. Cirka två minuter efter ankomst anropade OLA-ambulanspersonalen att "det behövs många ambulanser". En halv timme efter att det första nödsamtalet inkommit till SOS Alarm hade 8 ambulanser anlänt till platsen, och 29 minuter senare var antalet 15. En trolig förklaring till att det inte kom fler ambulanser tidigare, är att operatörerna hos såväl SOS Alarm som Brand-AC inledningsvis inte uppfattade händelsens omfattning. I det första skedet handlade det om att ta emot och vårda skadade personer. Den första transporten av skadade skedde klockan 00.10. Flera ambulanser kom att gå i skytteltrafik mellan brandplatsen och fyra sjukhus, då principen load and go tillämpades.
Sjukvårdsinsatsen försvårades av att vissa personer uppträdde hotfullt och agerade våldsamt. Det förekom fysiskt våld mot ambulanssjukvårdare i form av sparkar och slag. Även brandmän och poliser utsattes för våld. Före denna brand hade ambulans- och sjukvårdspersonal i Sverige stort sett undgått att utsättas för hot och våld. Det fanns således ingen handlingsplan för hur man skulle agera i dylika situationer. Enligt Socialstyrelsens mening kan en bidragande orsak till våldet ha varit "invandrarungdomarnas bakgrund och misstro mot myndigheter, liksom de psykiska påfrestningar de fått utstå". Enligt en enkätundersökning ansåg dock många i räddningstjänstens personal att de flesta ungdomar var "mycket hjälpsamma och att ha varit till stor nytta under räddningsarbetet". Ambulansernas utrustning var väl anpassad för en händelse som denna brand. Den utrustning som fanns i ambulanserna var dock dimensionerad för en patients eller två patienters behov och på grund av denna omständighet uppstod det snart brist på syrgas, filtar och infusionslösningar. I många fall fick rökskadade personer turas om att andas syrgas. Ambulanser som körde tillbaka från sjukhusen medförde ny utrustning. Katastrofkärran med en större mängd utrustning ankom till platsen klockan 00.42. Klockan 00.45 kom busstransport av lindrigt skadade igång. Utöver ambulans- och busstransporter tog sig ett antal lindrigt skadade själva till sjukhusen med privat- eller taxibilar. Den sista skadade sändes till sjukhus klockan 02.12 efter att ha påträffats vid en busshållplats några minuter tidigare.

## Följder
63 ungdomar dog och 214 skadades i branden. Av de omkomna avled 60 på brandplatsen. 150 ungdomar lades in på sjukhus och 74 av dem på intensivvårdsavdelningar. På kvällen den 1 november hade samtliga dittills påträffade kroppar identifierats och de anhöriga underrättats. Antalet avlidna fastställdes den 3 november efter att en kvinnas kropp påträffats i brandresterna. Dödsorsaken konstaterades vara kolmonoxidförgiftning i samtliga fall. Det angavs att brännskador också bidrog i vissa fall. Prover tagna tre–fyra dagar efter olyckan visade att cyanidhalten i blodet i många fall var tillräckligt hög för att leda till döden. Andra sorters skador, såsom fallskador, betraktades inte som svåra nog för att ha utgjort någon bidragande dödsorsak. Av denna anledning utfördes det inga obduktioner i syfte att fastställa dödsorsaken. Några anhöriga riktade kritik mot polisen, som de ansåg tog för lång tid på sig med att identifiera och lämna ut de avlidnas kroppar. Polisen menade tvärtom att arbetet gick rekordsnabbt. Den första begravningen av brandoffer ägde rum den 4 november.
Vid den första presskonferensen på Gårda brandstation klockan 03.30 kommenterade den ansvariga chefen för räddningsinsatsen att branden med största sannolikhet var anlagd. Uppgiften dementerades av polisen och andra personer från räddningstjänsten på samma presskonferens. Snart efter branden uppstod intensiv ryktesspridning. Bland annat påstods att ett rasistiskt motiv låg bakom branden. Affischer sattes upp i Göteborg med olika texter. Bland annat förekom texten "60 invandrarungdomar har dött, nu ska 60 svenskar dö". Det ryktades också ha funnits affischer utlagda av rasister som hävdade att de hade anlagt branden och att fler skulle komma att "grillas". Kulturdepartementet menade att insatschefens uttalande om brandorsaken, tillsammans med kommentarer om att brandplatsen påminde om gaskamrarna i Auschwitz och att det fanns tecken som tydde på att festdeltagarna blivit inspärrade låg till grund för ryktesspridningen. I rapporten utgiven av Styrelsen för psykologiskt försvar konstateras att dessa uttalanden förvisso bidrog till ryktesspridningen, men att andra faktorer också spelade roll. De menade att det faktum att brandens orsak inte blev klarlagd förrän senare och att invandrarungdomar hade tidigare upplevelser av rasism och främlingsfientlighet i Sverige var en troligare grund för denna ryktesspridning. Vidare konstaterade de att även utan räddningsinsatschefens uttalande hade rykten kommit i spridning. Åklagaren förklarade först den 1 oktober 1999 att branden måste vara anlagd. Det visade sig att de fyra gärningsmännen själva var invandrare från Iran, och tre av dem var tidigare dömda för brott.
Krisjourer etablerades i alla Göteborgs stadsdelar utom tre. Den första dagen efter branden hade 30 upprättats. Antalet växte till 76 dygnet därpå, och den 1 november fanns 109 krismottagningar och telefonjourer. Kommunstyrelsen bestämde att dessa skulle vara öppna dygnet runt de närmaste dygnen efter branden. Kring helgen den 7–8 november övergick många till att ha öppet endast dagtid. Vid mitten av november hade många av krisjourerna stängts, men i de stadsdelar där många drabbade bodde hölls de öppna ända till månadsslutet. I januari 1999 öppnades fem stödcentra som stod för behandling av samt rådgivning och informationsförmedling till drabbade och anhöriga. Beslutet att bilda kriscentra togs i november 1998 som en del i det långsiktiga arbetet efter branden. Kriscentra avvecklades vid slutet av år 2000, i enlighet med förslaget från 1998. Polisen hävde sin avspärrning av brandlokalen i februari 1999. Efter detta hände kunde först anhöriga och sedan andra direkt berörda besöka lokalen. Regeringen beslutade att delvis täcka kommunens kostnader relaterade till branden och beviljade i april 2000 Göteborgs kommun 90 miljoner kronor. I augusti 2000 hade kommunens kostnader uppgått till ungefär 100 miljoner svenska kronor.

### Stad och land i sorg

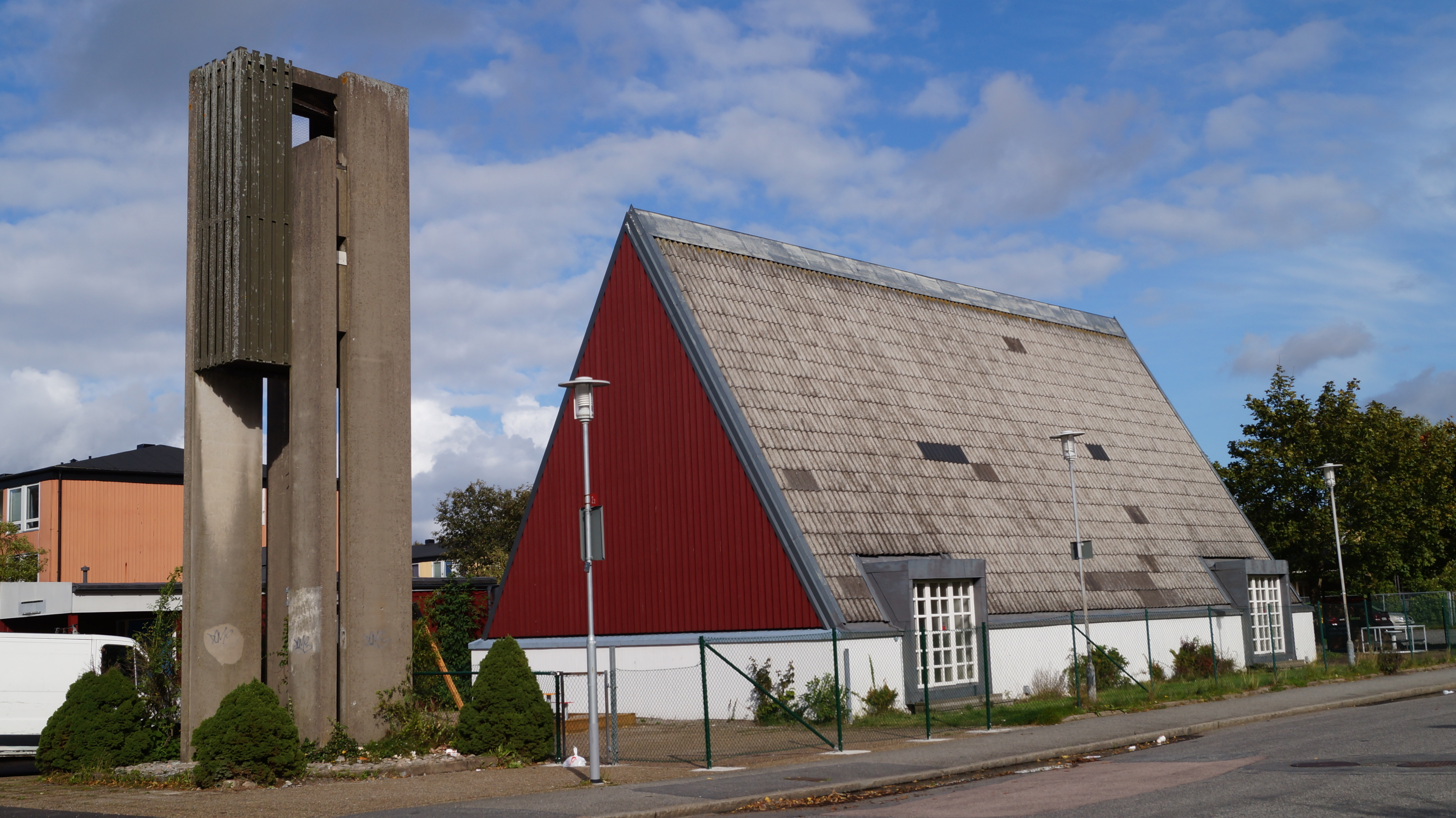
Många anhöriga och drabbade av branden sökte sig till Hammarkullens kyrka.

Många drabbade och berörda sökte sig till samlingsplatser. Dessa utgjordes i huvudsak av själva brandplatsen, Sahlgrenska sjukhuset och Hammarkullens kyrka. Även Blå Stället kom att användas som samlingslokal. För att bistå krisgrupperna levererade Västkustens marinkommando under en dryg vecka efter branden förnödenheter såsom filtar, madrasser och drygt 10 000 portioner mat och dryck till brandplatsen, Hammarkullens kyrka och skola samt Blå Stället. Kyrkan öppnade på eget initiativ klockan 02.30 på brandnatten och uppskattningsvis strömmade 500 personer dit. Några av dessa kom att övernatta i kyrkan i flera dygn. På brandplatsen arbetade 5–6 socialarbetare i några dygn efter händelsen. Brandplatsen tjänade även som samlingsplats för minnesföremål fram till den 10 december. Till Blå Stället kom inledningsvis cirka 100 personer, varav ungefär 60 övernattade där i fyra dygn. Först den 5 november kunde Blå Stället stängas om natten, och den 9 november stängdes det helt som samlingsplats för drabbade.
Vid ett kommunstyrelsemöte på morgonen efter branden beslutades att man, med anledning av att Göteborg var en stad i sorg, skulle ställa in alla kommunala tillställningar och dessutom att stadsägda kulturinstitutioner skulle hålla stängt. En minnesgudstjänst anordnades med start klockan 18 kvällen den 30 oktober i Göteborgs domkyrka. På denna TV-sända gudstjänst talade bland andra statsminister Göran Persson och riksdagens talman Birgitta Dahl. Den 7 november besökte kungaparet brandplatsen och Sahlgrenska sjukhuset och deltog även i en ekumenisk minnesstund i domkyrkan. Att kungaparet inte besökte Göteborg tidigare berodde på att paret var på statsbesök utomlands och beslutade sig för att inte avbryta resan. Detta gav upphov till viss irritation. Klockan 14.10 den 10 november hölls en tyst minut i Sverige. I samband med denna anordnades en minnesstund på riksdagen som direktsändes i TV. Under dagen flaggade alla offentliga byggnader på halv stång.

### Brandlokalen och brandoffrens anhöriga

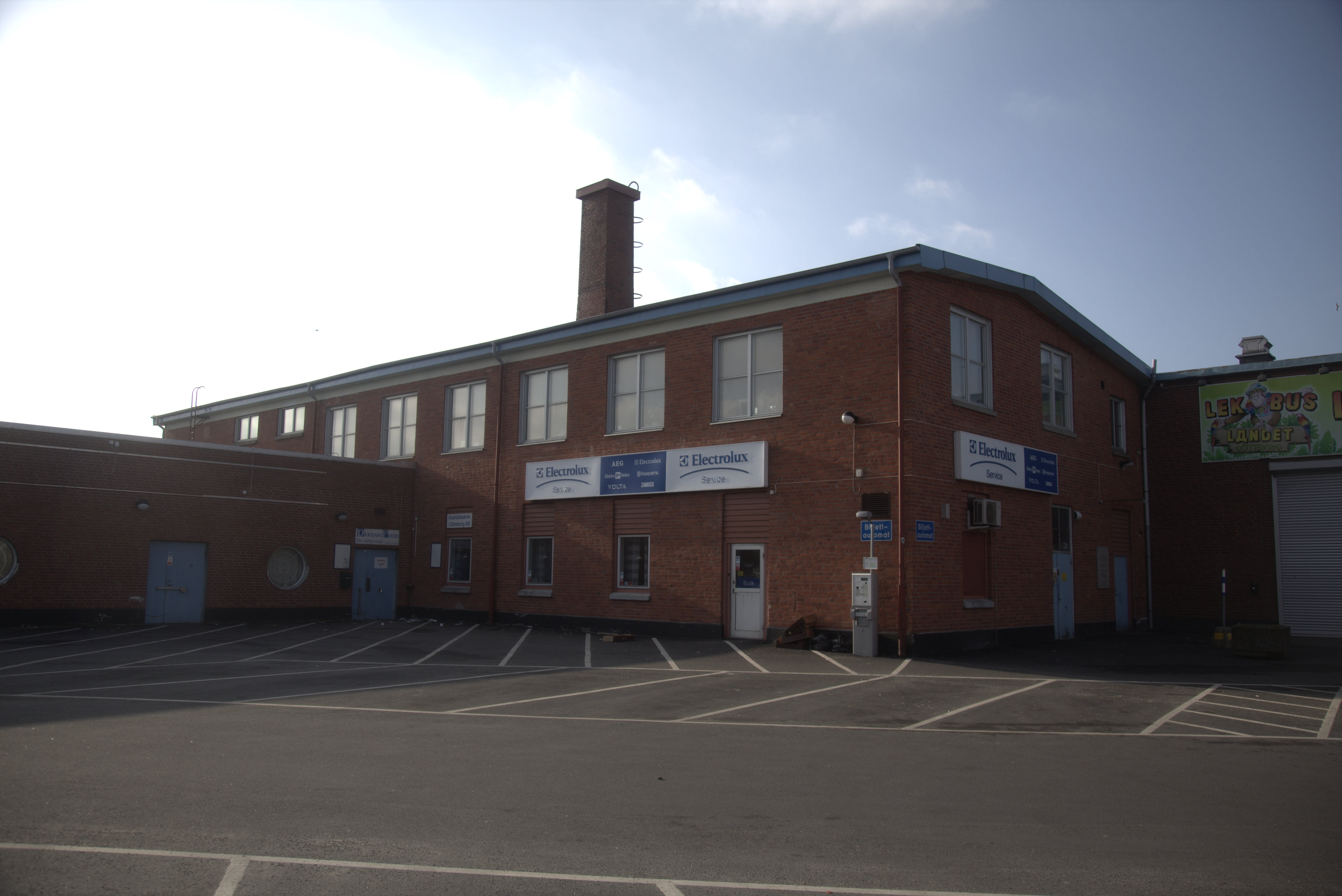
Lokalerna där branden ägde rum.

I februari 1999 bildade anhöriga till offren föreningen Boa (Brandoffrens anhöriga), vars styrelse skötte kontakten mellan berörda etniska grupper och personer och myndigheterna. Föreningen har också till syfte att ge stöd åt drabbade av denna och andra bränder. För att kunna anordna en minnestillställning i oktober 2000 beviljade regeringen Boa 80 000 kronor i bidrag. Föreningen har bland annat haft kontakt med anhöriga till offren i en diskoteksbrand i Volendam i Nederländerna och erbjudit stöd till anhöriga till offren i tsunamikatastrofen 2004.
Lokalen röjdes från brandrester under sommaren 2000, då även planeringen för lokalens återanvändning drog igång. Önskemål uttrycktes att den skulle användas som minneslokal och på något sätt komma ungdomar till nytta. I detta syfte restaurerades lokalen till en kostnad av 3–4 miljoner kronor, en summa kommunen stod för. Den renoverade lokalen invigdes på tredje årsdagen av branden. I lokalen finns tillhörigheter från de avlidna utställda, tillsammans med bilder på hur lokalen såg ut efter branden. Räddningstjänsten i Göteborg, överlevande och anhöriga bedriver även informationsverksamhet för att få ungdomar att förstå hur snabbt en liten brand kan utveckla sig och vilka konsekvenser en sådan kan få. Skolelever, ungdomsgrupper och ungdomsbrandkårer åker på studiebesök till lokalen. För hyreskostnaden står kommunen.

## Bevakning i massmedia

### I Sverige
Den massmediala bevakningen av branden startade redan några minuter efter att första larmet kommit in. Klockan 23.50 började massmedierna få kännedom om branden genom att de blev uppringda av ett larmspaningsföretag. Den första fotografen infann sig vid brandplatsen ungefär vid midnatt och flera reportrar och fotografer var på plats en halv timme senare. TV-team kom till brandplatsen kort efter klockan 01. Tidningarnas Telegrambyrå skickade klockan 01.21 ut ett kort meddelande som sade att ett 20-tal personer hade avlidit i en brand i Göteborg. Detta meddelande uppmärksammades av Reuters i Stockholm som några minuter senare sände ut ett kort meddelande om branden. Klockan 01.43 skickade Reuters ut ett större meddelande om branden och detta kom att tillsammans med det tidigare meddelandet göra branden till en världsnyhet. De första sändningarna i TV och radio skedde klockan 01.55 respektive 02.00. Det var de första besked om branden som nådde allmänheten. Bara några få timmar efter branden uppkommit, intervjuades chockade ungdomar som framförde mycket negativa omdömen om polisen och räddningspersonalen. Bland ungdomarnas påståenden fanns uppgifter om att räddningspersonalen hade uppträtt passivt och att polisen hade förhindrat ungdomarna från att hjälpa till med räddningsarbetet. Orsaken till att polisen hindrade ungdomarna från att ta sig in i byggnaden var att de hade fått en begäran från räddningstjänsten om den saken. Räddningstjänstens bedömning var att räddningsarbetet inte skulle underlättas av att det fanns fler personer i trapphuset. Dessa intervjuer sändes flera gånger dagen efter branden. Kritik kom att riktas mot massmedierna till följd av att de låtit personer som befunnit sig i chock få föra fram negativa åsikter om polis och räddningspersonal. Massmedierna fick även utstå kritik för bristande källkritik. I synnerhet riktades denna anklagelse mot de intervjuande journalisterna.
Initialt fokuserade medierna på fyra platser: själva brandplatsen, sjukhusen där de skadade vårdades, Gårda brandstation och Hammarkullens kyrka. Flera presskonferenser anordnades på brandstationer den 30 november, med företrädare för polisen, sjukvården och räddningstjänsten. Räddningsinsatschefens kommentar från den första av dessa presskonferenser, att det fanns tecken på att branden var anlagd, sändes vid flera tillfällen i TV och radio. Ett besök av statsminister Göran Persson och försvarsminister Björn von Sydow i Hammarkullens kyrka klockan 17 dagen efter branden blev tumultartat. Detta medförde att presskåren förbjöds att närvara i själva kyrksalen. Svenska medier begav sig även till övriga stadsdelar för att finna drabbade att intervjua. Många medier beslutade att låta en enskild begravningsceremoni stå som representant för alla sorgeceremonier. Den första begravningen valdes och det råkade vara en begravning där nio muslimska pojkar gravsattes. Beslutet att skildra bara en begravning kritiserades från flera håll. Vissa tidningar menade att beslutet berodde på bristande kulturell kunskap. Kulturdepartementet gavs i uppdrag att kartlägga massmediernas förmedling av information om branden och dess följder. I departementets rapport lämnades ingen rekommendation till massmedierna.

### Utanför Sverige
Redan klockan 02.15 uppmärksammades branden utanför Norden då British Broadcasting Corporation (BBC) rapporterade om den. Det mediala intresset från utlandet nådde sin topp lördagen efter branden då TV-team från tolv europeiska länder och dessutom från USA infann sig i Göteborg. Uppmärksamheten utanför Norden och de länder som särskilt många av de drabbade hade anknytning till, avtog snabbt efter lördagen. I syfte att kartlägga hur händelsen rapporterades, ställde Kulturdepartementet frågor till Sveriges ambassader i 18 länder. I de nordiska länderna bevakades branden närmast som en inrikesnyhet. Europeiska länder som Frankrike, Tyskland och även Storbritannien och Irland, ägnade branden mycket uppmärksamhet. Även i övriga Europa, i Japan, i Sydafrika och i Sydamerika blev branden uppmärksammad i media. Enligt Kulturdepartementets utredning gav svenska och utländska medier mestadels likartade skildringar av branden. Ungdomarnas kritiska uttalanden gentemot räddningspersonalen fick dock ett måttligare genomslag i utländska medier. Det källmässiga underlaget för Kulturdepartementets utredning har ifrågasatts eftersom det inte fanns ambassader i vissa för händelsen relevanta länder och att några ambassader inte svarade på enkäten.

## Rättsligt efterspel
En förundersökning om branden inleddes klockan tre på natten den 30 oktober. I början arbetade ungefär 100 poliser med att samla in information. Detta antal minskade till runt 15 efter några veckor. Polisens tekniska utredning bistods av Elsäkerhetsverket och Statens kriminaltekniska laboratorium. Ungefär 1 500 personer förhördes vid närapå 2 000 förhörstillfällen. Den 1 juni 1999 rapporterades att två misstänkta hade gripits men sedan släppts fria. I december utfästes en belöning på 3 miljoner kronor till den eller de som kunde bidra med sådan information att brandorsaken klarlades. Summan kan ses mot bakgrund av att polisutredningen kostade 30 miljoner kronor. Polisen bad även om tips från allmänheten via TV-programmet Efterlyst. Brottsofferinsatsen beskrevs av polisen som den största i Sveriges historia.

### Festarrangörerna
Den 4 februari 1999 berättade polisen och åklagaren för anhöriga att misstanke om brott skulle delges de fyra festarrangörerna. Dessa var misstänkta för grovt vållande till annans död samt grovt vållande till kroppsskada. Arrangörerna misstänktes ha varit oaktsamma genom att ha tillåtit för många personer att uppehålla sig i festlokalen och genom att inte ha hållit nödutgången fri från hinder. Två av arrangörerna anhölls i maj 1999 men släpptes senare. Den 15 juli 1999 meddelande åklagaren att ingen förundersökning skulle inledas mot festarrangörerna eftersom de inte hade ansökt om erforderligt tillstånd att anordna tillställningen. Åklagaren menade att genom denna underlåtenhet ”undvek [festarrangörerna] ordningsregler samt särskilda föreskrifter om högsta antalet tillåtna personer i lokalen”. Med anledning av omständigheterna antogs det att åtal inte skulle ske.

### Gärningsmännen
I januari 2000 häktades tre av dem som sedan kom att dömas och i februari häktades den fjärde. De hade dock varit misstänkta även innan belöningen utfästes. Åtal väcktes mot de fyra häktade i april 2000. Rättegången inleddes den 3 maj 2000 i Svenska Mässan, som valdes för att ge plats åt anhöriga och journalister. De fyra fälldes för grov mordbrand och i tingsrätten dömdes den person som erkänt att han var den som tände på till åtta års fängelse och två andra till sex års fängelse medan den fjärde, som var under 18 år när brottet begicks, dömdes till tre års sluten ungdomsvård. Att gärningsmännen, som var mellan 17 och 19 år, ville förstöra festen berodde på att N.N. inte hade beviljats gratis inträde. Denna omständighet framkom redan under förhör då en av de fyra häktade medgav att branden anlades som hämnd för att han inte fick gratis inträde till festen. Enligt vittnesmål under rättegången hade N.N. redan någon vecka före festen bestämt sig för att förstöra den om han inte fick komma in gratis. Både försvaret och målsägarna överklagade domarna. Hovrätten fastställde två av domarna men ökade de två andras straff från sex till sju års fängelse. Domarna fastställdes den 12 oktober 2000 då Högsta domstolen meddelade att den inte avsåg att ta upp fallet. År 2008 hade endast en av gärningsmännen kvar sitt namn.
Den person som i pressen kallades för "den yngste" försvarades av Leif Silbersky. Det framgick att de tre övriga utgjorde ett kamratgäng och att även om "den yngste" gärna ville bli vän med två i gänget, var han rädd för N.N. Silbersky ansåg att den yngste skulle frikännas, då han menade att denne inte hade något juridiskt ansvar för sitt passiva handlande. Hovrätten ansåg det dock vara styrkt att de fyra "gemensamt hade kommit överens om att förstöra festen genom att anlägga eld" och att det därför var av "avgörande betydelse för skuldfrågan att det inte har kunnat utredas om det var någon eller några andra än [N.N.] som rev papper eller tände eld i trapphuset". Professorn i processrätt, Christian Diesen, menar att det är möjligt att den yngste "kommit med i ett svep han inte tillhörde och skulle ha bedömts annorlunda om inte branden fått så oerhörda konsekvenser."
Thomas Bodström, senare justitieminister, var målsägandebiträde vid rättegången.

## Statens haverikommissions utredning

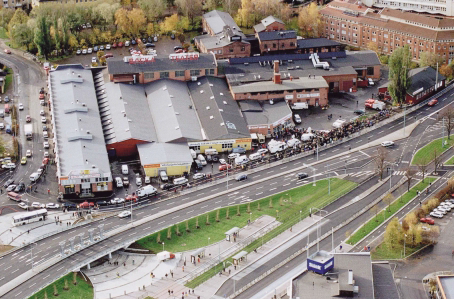
Helikopterbild med riktning sydväst över lokalen dagen efter branden. Bilden är omslagsbild på haverikommissionens utredning.

Bland de många myndigheter som utredde eller lämnade rapport om branden var Statens haverikommission. Statens haverikommissions utredning avsåg att undersöka bland annat brandförloppet, utrymningen, räddningsinsatsen och omhändertagandet av skadade. Myndigheten tog del av information från ett flertal brandtester som Sveriges Provnings- och Forskningsinstitut hade utfört. Testerna utfördes i fjärdedels skala på uppdrag av polisen för att bistå brottsutredningen. Försök med computational fluid dynamics, utförda på uppdrag av Statens haverikommission av Sveriges Provnings- och Forskningsinstitut och Lunds tekniska högskola, gjordes som komplement till modellförsöken. I båda fall visade simuleringarna god överensstämmelse med brandtesterna. Av modellförsöken och beräkningarna framgick att den lägre dörren i nödutrymningstrapphuset måste ha varit i öppet läge med tanke på att branden spred sig till danslokalen. Vidare konstaterades att detta hade en avgörande betydelse för brandens snabba utveckling. Slutsatsen att dörren varit öppen stod i strid med uppgifter lämnade av en av gärningsmännen, som påstod att dörren stängdes efter att branden hade anlagts. Personal från Backa teater, som försökte släcka branden i trapphuset cirka klockan 00.30, uppgav att dörren var delvis öppen när de kom till trapphuset.
Av utredningen framgick att övriga faktorer bidrog till att branden fick de konsekvenser den fick. Dörren mellan festlokalen och nödutgångstrapphuset var försedd med självstängande anordning. En länkarm till dörrstängaren hade monterats bort vid okänt datum, varför dörren förblev öppen istället för att automatiskt stängas. Statens haverikommission menade att om dörrstängningsanordningen hade varit i funktion och dörren därmed varit stängd, hade branden inte spridit sig till festlokalen eller åtminstone haft ett klart långsammare spridningsförlopp. I båda fallen hade antalet omkomna och skadade förmodligen varit lägre. Efter att branden spridit sig till danslokalen antändes golvet, varpå branden utvecklades kraftigt. Golvet utgjordes av linoleummattor på masonitskivor. Linoleummatta (som har liknande brandtekniska egenskaper som trägolv) på träfiberskivor godtas som golvbeläggning så länge som mattan har provats enligt fastställd metod och godkänts för ändamålet. Det kunde inte konstateras om linoleumet hade provats och godkänts. Statens haverikommission menade i sitt utlåtande att linoleumet var av normal kvalitet, som i regel godkänns som golvbeläggning. Haverikommissionen menade att oavsett om linoleummattan var godkänd eller ej var antändning oundviklig på grund av de brandförhållanden som rådde.
I Räddningsverkets rapport konstaterades att panik uppstod, varpå utrymningstiden blev längre och att detta bidrog till att fler dog. Med hjälp av datorsimuleringar undersökte haverikommissionen utrymningsförloppet. Dessa simuleringar visade att med de hinder som fanns i byggnaden och med en dörrbredd på 0,8 meter skulle 380 personer kunna utrymma lokalen på 6–7 minuter, om inte panik uppstår. I simuleringarna antogs att alla började lämna lokalen samtidigt, något som inte hände i det verkliga fallet.
Bland haverikommissionens slutsatser står att läsa att genom räddningstjänstens beslut att frångå regelverket och omedelbart inleda livräddande åtgärder, räddades ett femtiotal liv. Statens haverikommission lämnade sammanlagt 21 rekommendationer, riktade till Boverket, Skolverket, Socialstyrelsen och Statens räddningsverk. Bland annat införde Boverket skärpta krav på golvbeläggning. Andra rekommendationer avfärdades eftersom det ansågs att de skulle innebära orimliga fördyringar.

## Minnesmärke och 10-årsdag
År 2008, på 10-årsdagen av branden, avtäcktes ett minnesmärke i blankpolerad blå norsk granit med alla de omkomnas namn och ålder ingraverade i guld. Det två meter höga och tio meter långa lätt böjda monumentet står på Backaplan och är utformat av Claes Hake. Hake valde blå granit för att undvika att monumentet skulle bli för mörkt. Till minnesmärket hör även en upphöjd polerad sten avsedd för blommor och ljus, samt två silverpäronträd som ska påminna om två poppelträd som stod på platsen på brandnatten. Kostnaden för minnesmärket uppgick till två miljoner kronor och bekostades av Göteborgs kommun efter beslut av kommunfullmäktige. I samband med minnesceremonin tågade folk från Gustaf Adolfs Torg till brandplatsen. Även vid tidigare minnesstunder har det förekommit att man tågat från torget till brandplatsen. Som en del av 10-årsminnet anordnades flera andra aktiviteter, bland annat konserter och minnesstunder.

## Fotnoter

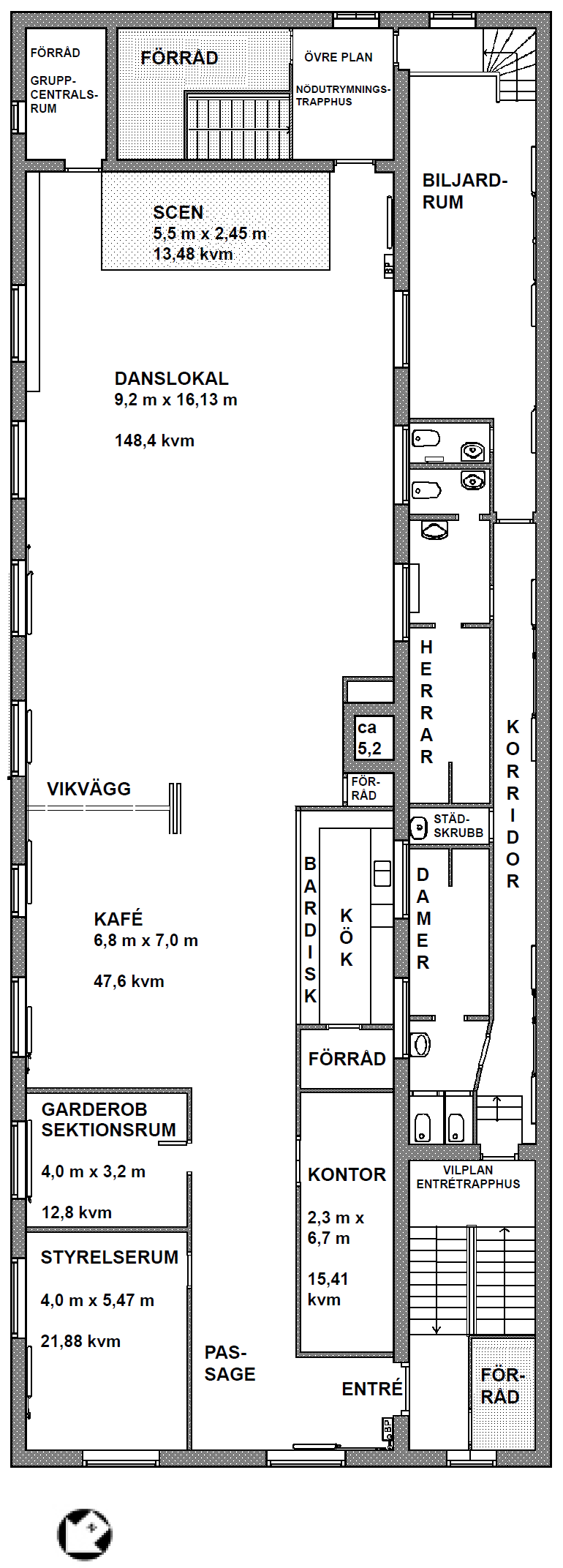
Översikt över lokalen med måttangivelser. Våningsplan 2.

1. ↑  Det har inte med säkerhet gått att fastställa när branden anlades, men troligtvis före klockan 23.31.[17] Det har också konstaterats att branden pågick i 10–20 minuter innan den upptäcktes.[18]
2. ↑  De tog sig till trappan via en kulvert som var gemensam nödutrymningsväg för festlokalen och Backa teater.
3. ↑  Socialstyrelsen konstaterar däremot att dessa båda larmades ut samtidigt klockan 23.47.[50]
4. ↑  Enligt Socialstyrelsens mening beror detta på att många invandrares relation till myndigheter ofta präglas av misstro.[59]
5. ↑  En presskonferens hade redan hållits på Östra sjukhuset klockan 02.30.[75]